# Sapromyza maghrebi
Sapromyza maghrebi är en tvåvingeart som beskrevs av Papp 1981. Sapromyza maghrebi ingår i släktet Sapromyza och familjen lövflugor. Inga underarter finns listade i Catalogue of Life.